# Цоссен
Цо́ссен (нем. Zossen) — город в Германии, в земле Бранденбург.
Входит в состав района Тельтов-Флеминг.  Занимает площадь 179,57 км². Официальный код — 12 0 72 477.

## Население
Вместе с присоединенными в 2003 населёнными пунктами:
| Год  | Население |
| ---- | --------- |
| 1990 | 12 282    |
| 1995 | 13 087    |
| 2000 | 16 310    |
| 2005 | 17 183    |
| 2010 | 17 606    |
| 2015 | 17 905    |
| 2020 | 20 182    |

## История — основание города
Селение было основано западнославянскими племенами сорбов в XIII веке. Название имеет славянскую этимологию. В средневековье встречается разное написание: Zossen — Czossen — Sossen — Sosny (рус. Сосны).
Первое письменное упоминание названия места относится к 1355 году, когда был упомянут замок феодальной семьи Торгау (Torgow). В средние века Цоссен был столицей сеньории, право владения Торгау было подтверждено императором Священной Римской империи Карлом IV. Они расширили замок. Небольшой торговый городок был построен на востоке, а дальше на восток, на притоке Киц, названном в 1430 году. В 1478 году сеньоры Цоссена продали сеньорию Георгу фон Штайну, который владел ей до 1490 г. В этом году сеньория была приобретен бранденбургским маркграфом Иоганном Цицероном и превращена в амт. Территория принадлежала богемско-мадьярскому королю Матьяшу I. В 1490 году он продал эту землю курфюрсту Иоганну Бранденбургскому. В 1546 году поселение стало городом — получило городские права. Во время Тридцатилетней войны большая часть замка была разрушена шведскими войсками.
В Цоссене до осени 1922 года жил Андрей Белый

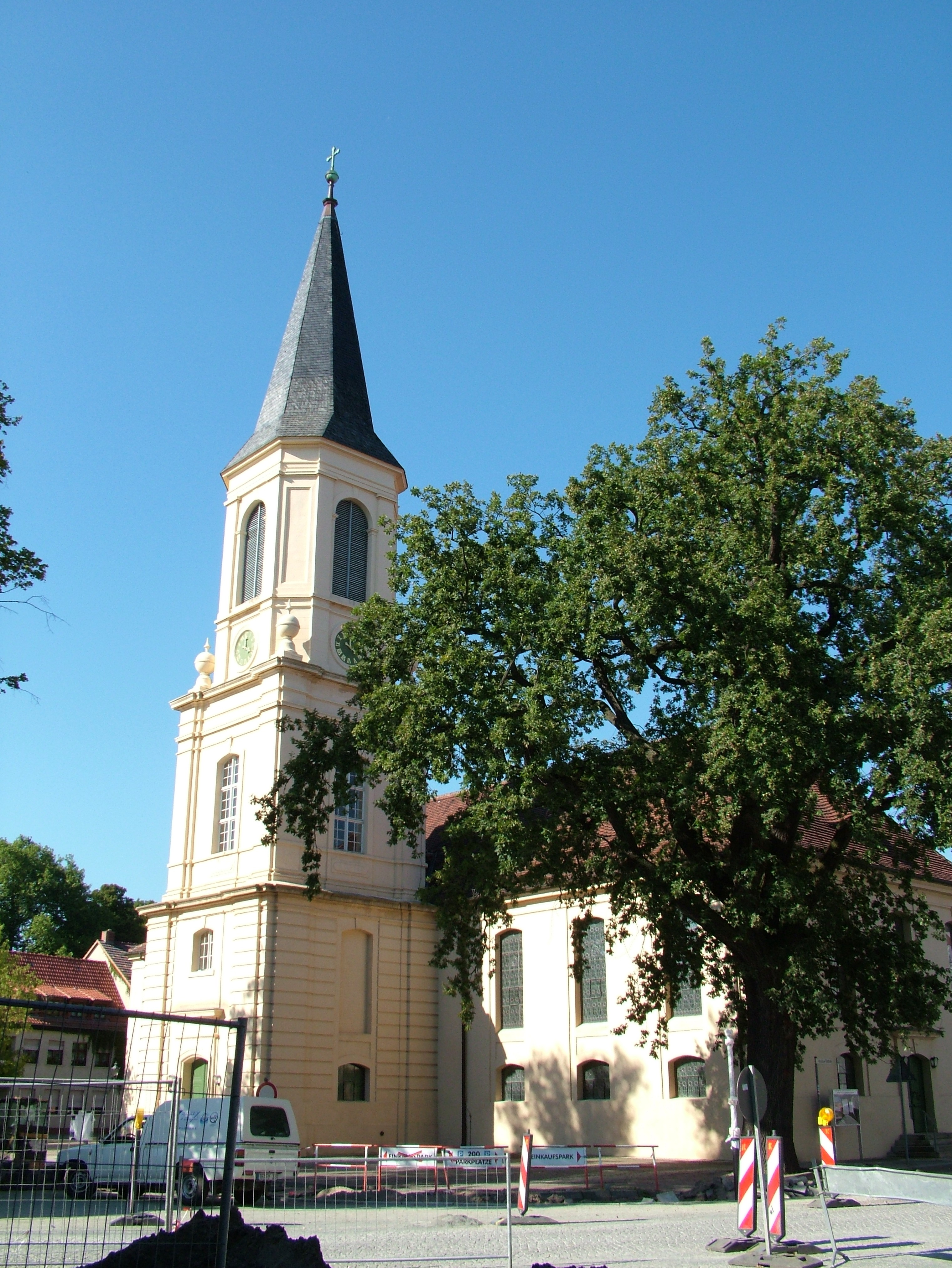
Кирха Цоссена.
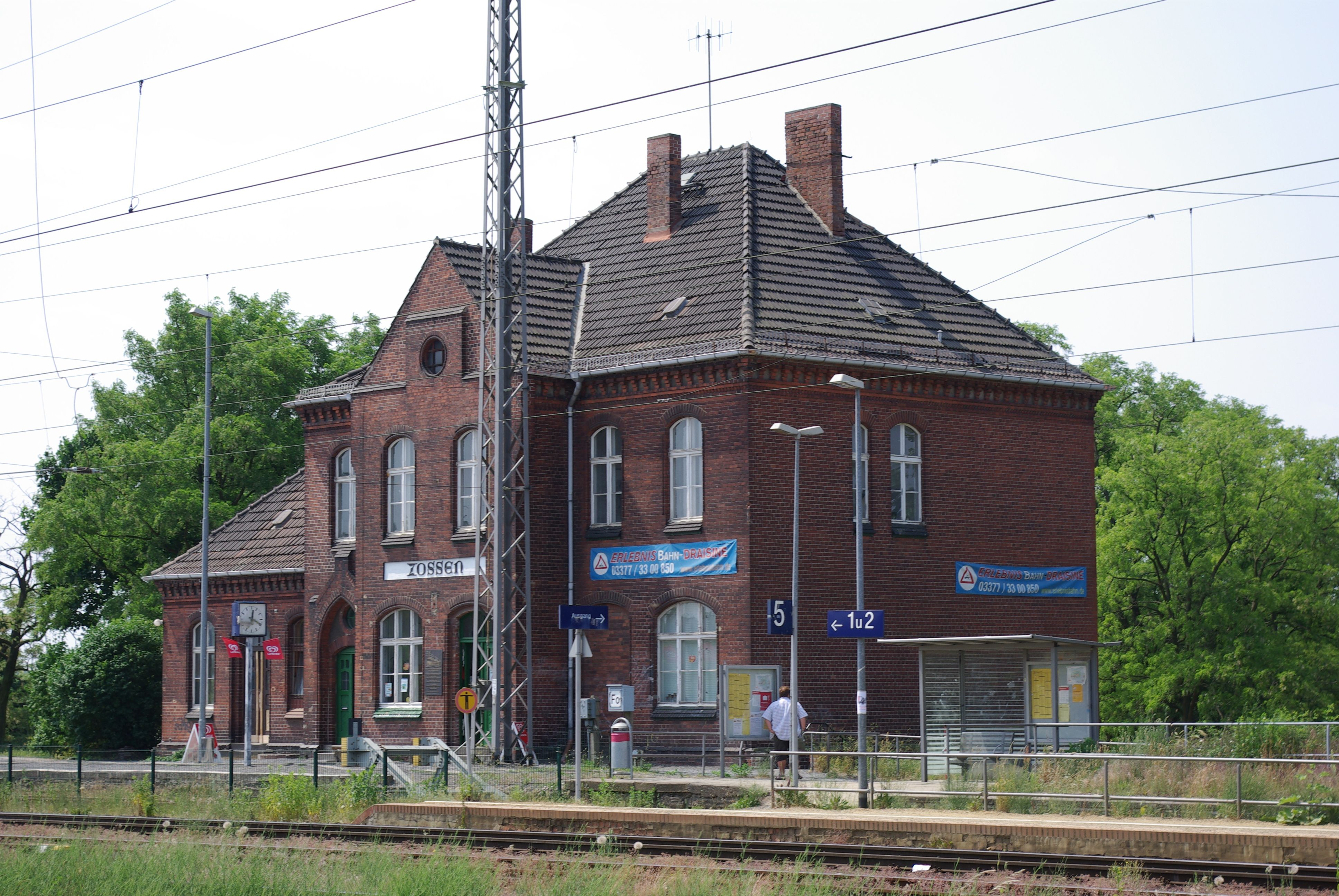
Вокзал.
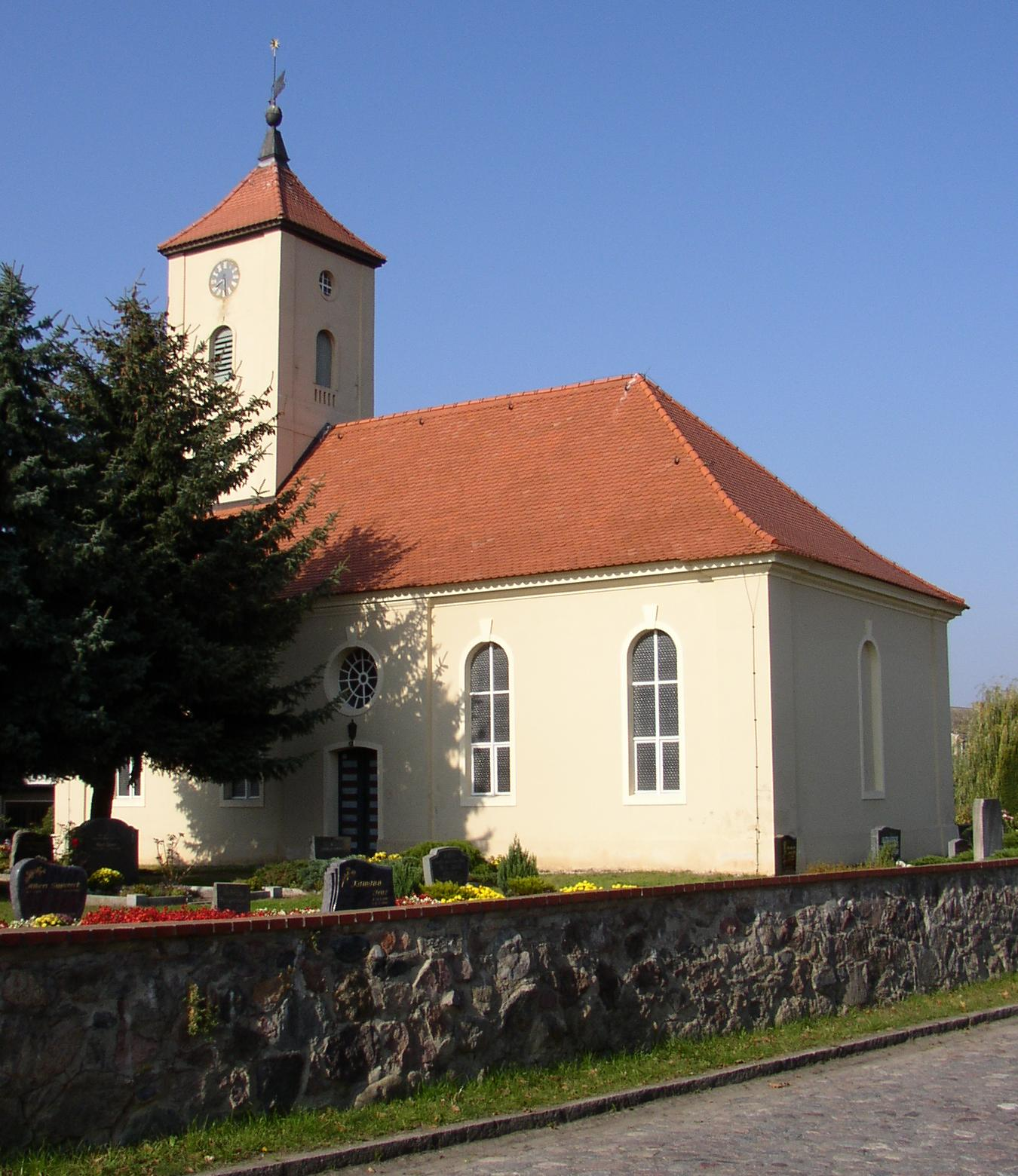
Кирха Нунсдорфа.

## После Второй мировой войны
С 1945 года по 1994 год в Вюнсдорфе дислоцировался штаб Группы советских оккупационных войск в Германии (ГСОВГ), позднее ГСВГ, ЗГВ, тогда Вюнсдорф ещё был отдельным городом и не входил в город Цоссен, как его район.

## Районы
Город состоит из городских районов.
- Глиник (Glienick)
- Нэхст Нойендорф (Nächst Neuendorf)
- Нунсдорф (Nunsdorf)
- Шёнайхе (Schöneiche)
- Вюнсдорф (Wünsdorf) и
- Линденбрюк (Lindenbrück)